# 대한민국 경제실록
대한민국 경제실록은 대한민국의 방송국인 한국방송공사의 라디오 채널 KBS 1라디오(수도권 97.3MHz AM 711KHz)에서 오전 11시 40분부터 낮 12시까지 방송하는 라디오 방송이다
2010년 4월 19일부터 2011년 10월 26일까지는 최불암, 서혜정이 진행했으나 2011년 10월 27일부터는 신구, 이선이 진행했으나 2013년 4월 8일 봄철 개편부터는 정동환, 박형욱이 진행한다. 작가는 2010년 첫회부터 조수연이 맡았다.

## 같이 보기
- KBS
- KBS 1라디오